# Europacupen i fotboll 1970/1971
Europacupen i fotboll 1970/1971 vanns av Ajax, Nederländerna som i finalmatchen besegrade Panathinaikos, Grekland med 2–0 i London den 2 juni 1971. Det var första gången Ajax vann turneringen, vilket man skulle komma att göra även de två följande säsongerna. Man gjorde också om sina landsmäns bedrift från föregående år genom att under hela turneringen inte släppa in ett enda mål på hemmaplan.
Uefa beslutade inför turneringen att en avgörande straffsparksläggning skulle ersätta det kritiserade systemet med slantsingling. Detta om man efter två matcher inte kunnat utse en vinnare enligt bortamålsregeln och en därpå följande förlängning.

## Kvalspel
| Lag 1          | Totalt | Lag 2        | Möte 1 | Möte 2 |
| Levski-Spartak | 3–4    | Austria Wien | 3–1    | 0–3    |

## Inledande omgångar

### Första omgången
| Lag 1             | Totalt       | Lag 2                    | Möte 1 | Möte 2 |
| Cagliari          | 3–1          | Saint-Étienne            | 3–0    | 0–1    |
| Atlético Madrid   | 4–1          | Austria Wien             | 2–0    | 2–1    |
| Rosenborg BK      | 0–7          | Standard Liège           | 0–2    | 0–5    |
| IFK Göteborg      | 1–6          | Legia Warszawa           | 0–4    | 1–2    |
| 17 Nëntori Tirana | 2–4          | Ajax                     | 2–2    | 0–2    |
| CSKA Moskva       | 00004–4 (BM) | Basel                    | 3–2    | 1–2    |
| Glentoran         | 1–4          | Waterford United         | 1–3    | 0–1    |
| Celtic            | 14–00        | KPV                      | 9–0    | 5–0    |
| Fenerbahçe        | 0–5          | Carl Zeiss Jena          | 0–4    | 0–1    |
| Sporting Lissabon | 9–0          | Floriana                 | 5–0    | 4–0    |
| Újpest Dósza      | 2–4          | Röda stjärnan            | 2–0    | 0–4    |
| Feyenoord         | 00001–1 (BM) | UTA Arad                 | 1–1    | 0–0    |
| Epa Larnaca       | 00–16        | Borussia Mönchengladbach | 0–6    | 00–10  |
| Everton           | 9–2          | Keflavík ÍF              | 6–2    | 3–0    |
| Jeunesse Esch     | 1–7          | Panathinaikos            | 1–2    | 0–5    |
| Slovan Bratislava | 4–3          | B 1903 Köpenhamn         | 2–1    | 2–2    |

### Andra omgången
| Lag 1                    | Totalt | Lag 2             | Möte 1 | Möte 2 |
| Cagliari                 | 2–4    | Atlético Madrid   | 2–1    | 0–3    |
| Standard Liège           | 1–2    | Legia Warszawa    | 1–0    | 0–2    |
| Ajax                     | 5–1    | Basel             | 3–0    | 2–1    |
| Waterford United         | 02–10  | Celtic            | 0–7    | 2–3    |
| Carl Zeiss Jena          | 4–2    | Benfica           | 2–1    | 2–1    |
| Röda stjärnan            | 6–1    | UTA Arad          | 3–0    | 3–1    |
| Borussia Mönchengladbach | 2–2    | Everton           | 1–1    | 1–1    |
| Panathinaikos            | 4–2    | Slovan Bratislava | 3–0    | 1–2    |

## Slutspel

### Kvartsfinaler
| Lag 1           | Totalt       | Lag 2          | Möte 1 | Möte 2 |
| Atlético Madrid | 00002–2 (BM) | Legia Warszawa | 1–0    | 1–2    |
| Ajax            | 3–1          | Celtic         | 3–0    | 0–1    |
| Carl Zeiss Jena | 3–6          | Röda stjärnan  | 3–2    | 0–4    |
| Everton         | 00001–1 (BM) | Panathinaikos  | 1–1    | 0–0    |

### Semifinaler
| Lag 1           | Totalt       | Lag 2         | Möte 1 | Möte 2 |
| Atlético Madrid | 1–3          | Ajax          | 1–0    | 0–3    |
| Röda stjärnan   | 00004–4 (BM) | Panathinaikos | 4–1    | 0–3    |

### Final
|             | 2 juni 1971 | Ajax                           | 2 – 0           | Panathinaikos | Wembley Stadium                                     |                                                     |
| 19:45 UTC+0 | 19:45 UTC+0 | Dick van Dijk 5′ Arie Haan 87′ | (1 – 0) Rapport |               | London Publik: 90 000 Domare: Jack Taylor (England) | London Publik: 90 000 Domare: Jack Taylor (England) |
| 19:45 UTC+0 | 19:45 UTC+0 |                                |                 |               | London Publik: 90 000 Domare: Jack Taylor (England) | London Publik: 90 000 Domare: Jack Taylor (England) |
| 19:45 UTC+0 | 19:45 UTC+0 |                                |                 |               | London Publik: 90 000 Domare: Jack Taylor (England) | London Publik: 90 000 Domare: Jack Taylor (England) |

### Webbkällor
Den här artikeln är helt eller delvis baserad på material från engelskspråkiga Wikipedia, tidigare version.